# Chudina (rod)
Chudina (Draba) je největší rod čeledě brukvovitých, tvoří jej přes 360 druhů, jsou to hlavně planě rostoucí rostliny.

## Rozšíření
Rod chudina pochází ze severní polokoule, z Evropy, Asie, Severní Ameriky i severní Afriky. Postupně se rozšířil do Jižní Ameriky, Austrálie i na Nový Zéland. Jsou v něm zařazeny rozmanité druhy z nichž mnohé jsou velmi odolné a nenáročné rostliny schopné odolat nepřízni klimatu, vyrůstají v subalpínských a alpínských jakož i v arktickém pásmu.
V rodu jsou mimo tyto chladnomilné také druhy rostoucí v prostředí teplém, suchém nebo vlhkém, na plném slunci nebo v zastínění, v půdách zásaditých nebo kyselých, humózních i chudých na živiny; jediné co jím nesvědčí je přílišné vlhko v zimním období.

## Popis
Rostliny jednoleté, dvouleté, víceleté nebo keře, výhradně ale suchozemské. Bývají zcela lysé nebo pokryty jednobuněčnými chlupy, jednoduchými, rozvětvenými nebo hvězdicovými, často jich vyrůstá současně více typů. Lodyhy jsou většinou přímé nebo poléhavé a vystoupavé, jednoduché nebo rozvětvené. Listy jsou dvojí, bazální v růžici a lodyžní, ty někdy chybí. Listy v růžici jsou přisedlé nebo častěji řapíkaté, celistvé, zubaté nebo laločnaté. Lodyžní listy bývají řapíkaté nebo přisedlé, u báze bývají klínovité, okraje mívají celistvé nebo zubaté, zřídka přetrhované, palisty nevyrůstají.
Chocholíkovitá květenství jsou nejčastěji uspořádána do prodlužujících se hroznů, většinou jsou bez listenů. Oboupohlavné pravidelné cyklické květy vyrůstají na tenkých vztyčených nebo rozbíhajících se stopkách. Čtyři kališní lístky kopinaté, až eliptické nebo vejčité jsou vzpřímené, vyrůstají ve dvou kruzích. Čtyři volné vztyčené korunní lístky jsou uspořádány do jednoho kruhu, do kříže, mívají tvar vejčitý nebo podlouhlý, zřídka eliptický, vrchol mají zakulacený nebo s hlubokým zářezem a bývají barvy žluté, bílé, růžové nebo méně často fialové nebo oranžové.
Andreceum tvoří šest tyčinek (výjimečně jen čtyři) ve dvou kruzích, dvě vnější jsou kratší, tyčinky jsou zakončeny vejčitými nebo podlouhlými prašníky. Gyneceum je vytvořeno ze dvou plodolistů, přisedlý dvoupouzdrý semeník nese kratičkou čnělku (která někdy chybí) s hlavičkovou bliznou. U báze tyčinek jsou 1 až 4 nektarové žlázky. Plody jsou pukavé šešule nebo šešulky, nejčastěji podlouhlého tvaru otvírající se chlopněmi. Obsahují drobná zploštělá obvykle neokřídlená semena bez přívěsku a endospermu.

## Taxonomie
Rod chudina je nejen největší, ale i taxonomicky nejtěžší rod z celé čeledě. Mnohé taxony jsou popsány jen na základě triviálních znaků. Navíc u rodu rostoucího v tak rozsáhlém areálu a popisovaného tolika rozdílnými autory dochází k duplicitě jmen. Poslední celosvětová monografie rodu byla zpracována německým botanikem O. E. Schulzem v roce 1927.
V České republice je situace mnohem přehlednější, vyrůstají zde velmi řídce jen dva sobě podobné druhy:
- Chudina hajní (Draba nemorosa) L.
- Chudina zední (Draba muralis) L.

Chudina hajní je považována za kriticky ohrožený druh (C1b) a chudina zední za ohrožený druh (C2b).

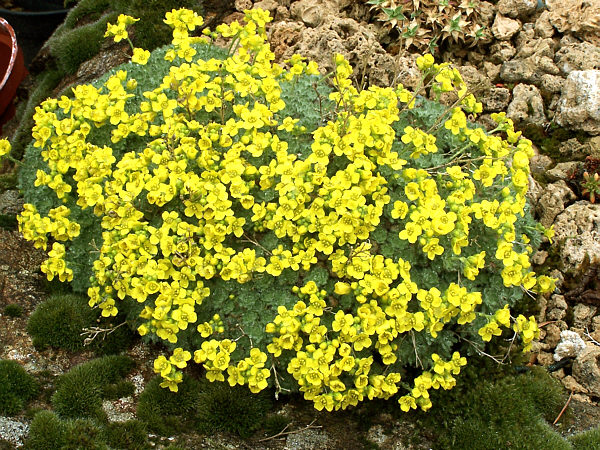
Draba yunnanensis z Číny
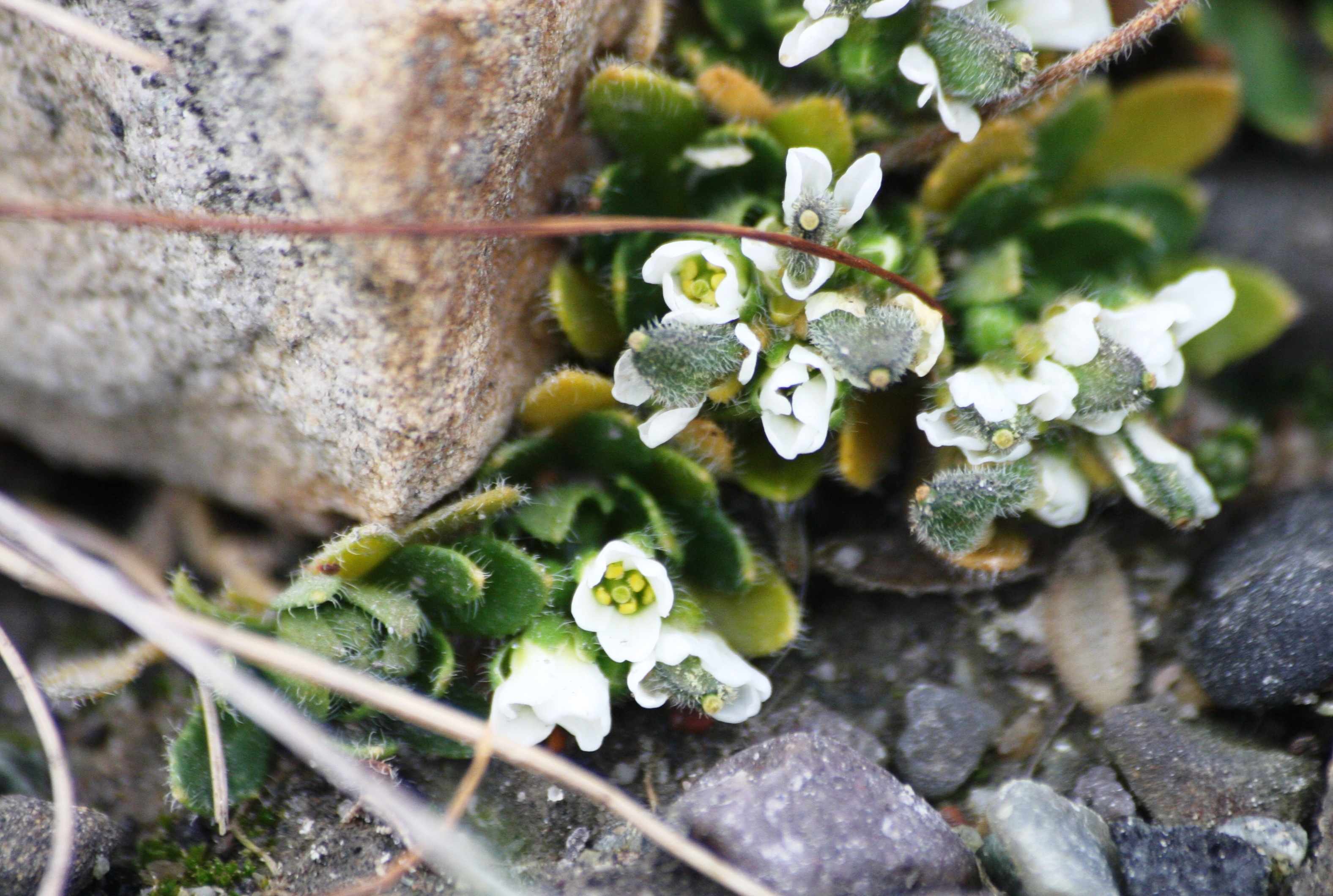
Draba arctica ze Špicberků
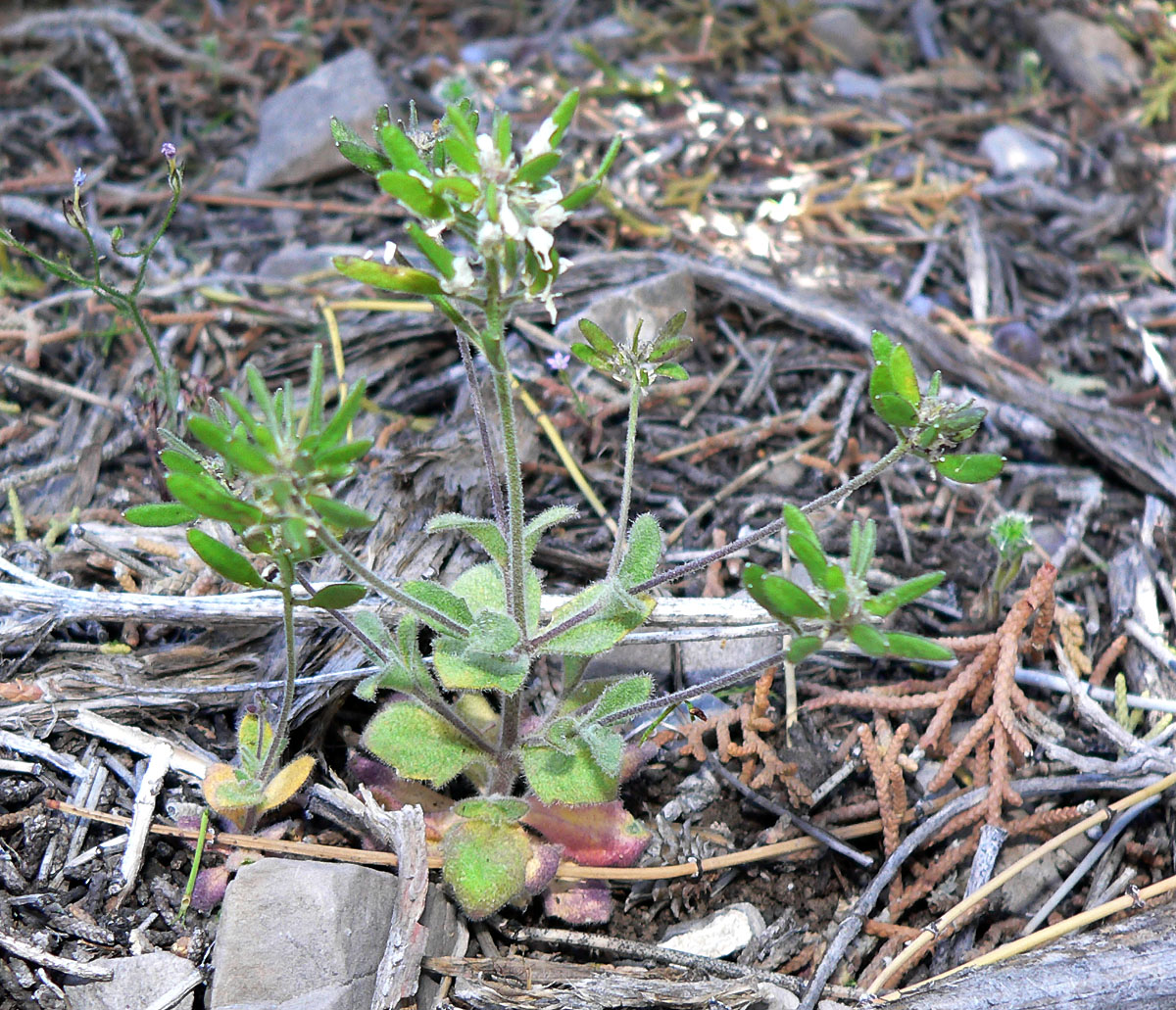
Draba cuneifolia z Nevady
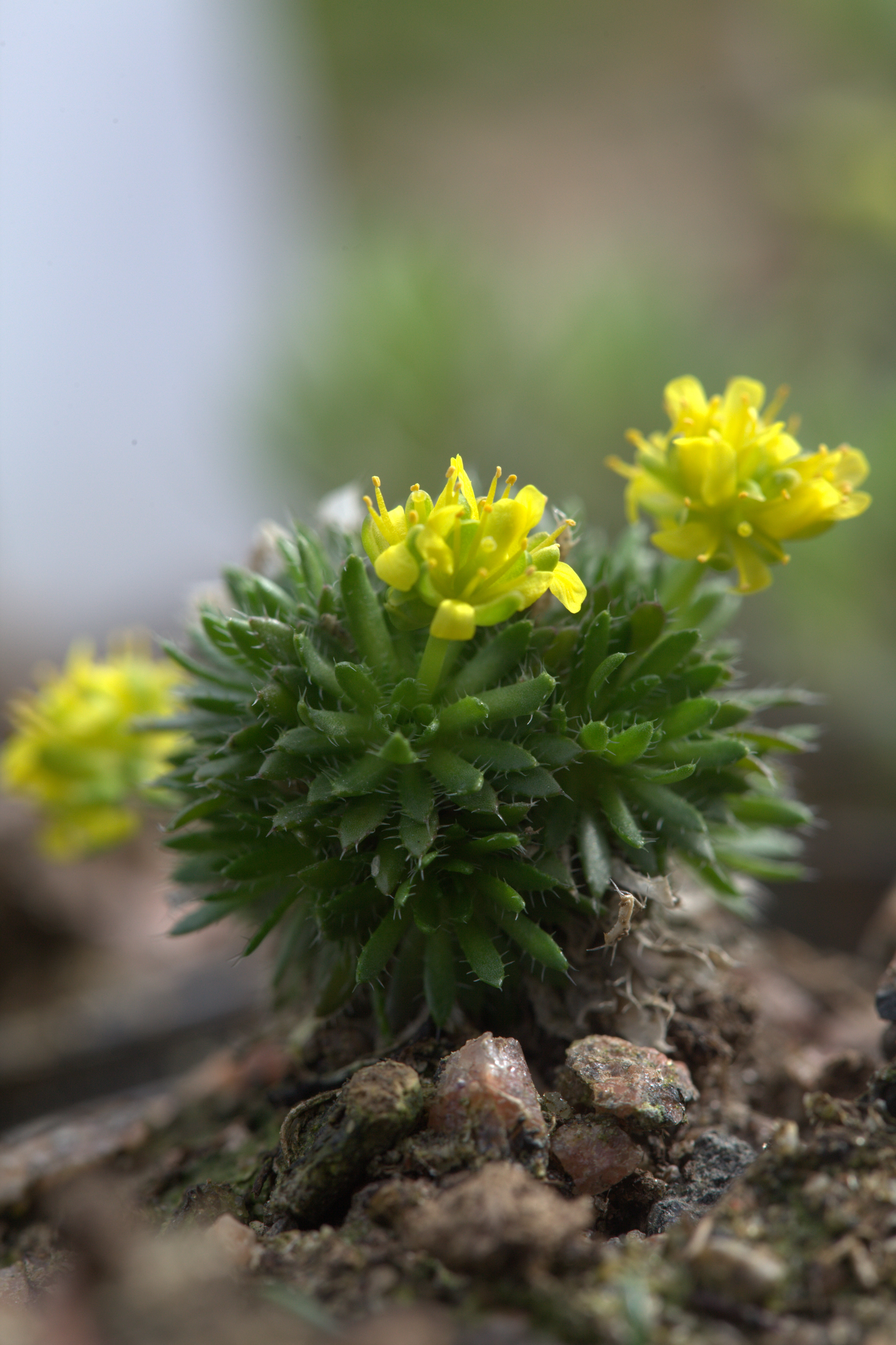
Draba hoppeana ze Švédska
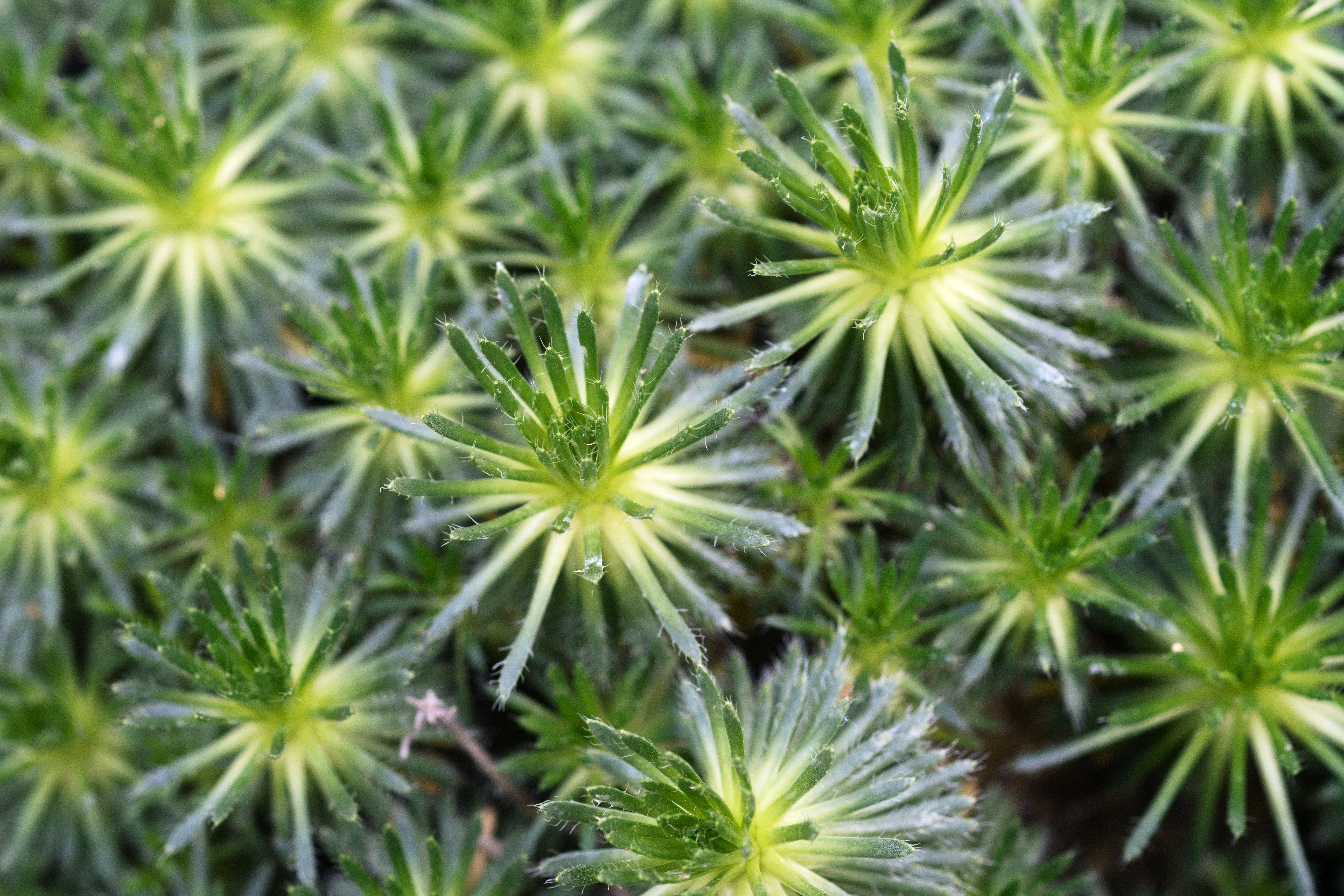
Chudina španělská (Draba hispanica) - jedinec z botanické zahrady v Teplicích v Čechách